# Abacus Air
Abacus Air war eine deutsche Fluggesellschaft mit Sitz in Hannover.

## Geschichte und Flugziele
Die Gründung der Abacus Air erfolgte 1974 in Frankfurt als Abacus Air Luftverkehrsgesellschaft und obschon die Gesellschaft anschließend für die Dauer eines Jahrzehnts im Geschäftsreiseflug tätig war, zog sie schließlich im Frühjahr 1984 nach Hannover um. Hiermit einher ging auch der Einstieg in den Linienflugverkehr; Abacus Air verband unter Verwendung einer Cessna 500 und eines Fairchild Swearingen Metroliner II an Wochentagen die Flughäfen Hannover und Köln/Bonn sowie Köln/Bonn und Amsterdam. Der Metroliner wurde später durch eine Fairchild Swearingen Merlin IV ersetzt, mit der unter anderem die Route Hannover – Düsseldorf bedient wurde. Sich mit der Auslastung der Flugzeuge zufrieden zeigend, konnte die Gesellschaft jedoch nie den erhofften Erfolg erreichen. Im Jahr 1985 stellte man den operativen Betrieb ein, und obwohl die Gesellschaft 1991 in Abacus Air Geschäftsreiseflug umbenannt wurde, trat sie anschließend nicht mehr nennenswert in Erscheinung. Folglich wurde 1998 die Liquidation eingeleitet.

## Flotte
Abacus Air betrieb zeit ihres Bestehens die nachfolgenden Maschinen:
| Flugzeugtyp                        | Luftfahrzeugkennzeichen | Indienststellung | Außerdienststellung |
| ---------------------------------- | ----------------------- | ---------------- | ------------------- |
| Cessna 421C                        | D-ICUX                  | 1978             | 1982                |
| Cessna 500                         | D-IABC                  | 1982             |                     |
| Fairchild Swearingen Metroliner II | D-IBBE                  | 1982             | 1984                |
| Fairchild Swearingen Merlin IV     | D-ICIT                  | 1984             | 1988                |
| Fairchild Swearingen Merlin IVC    | D-IBCA                  | 1984             | 1984                |